# 호르겐구
호르겐구(Horgen District)는 스위스 취리히주에 있는 구이다. 이 지역은 취리히 호수의 왼쪽 기슭에 있는 치머베르크와 질 계곡 지역에 있다. 그 구의 수도는 호르겐이다. 구의 북부에서는 지자체가 취리히시와 함께 성장했으며, 남서부에서는 질발트가 스위스고원에서 가장 큰 인접 자연 혼합 낙엽수림이다. 이 지구는 11개의 지자체로 구성되어 있으며 인구는 127,263명(2020년 12월 31일 기준)이고, 면적은 104.16km이다.

## 지방 자치체
| 지자체                  | 인구 (2017년 12월 31일) | 면적, km2 |
| ----------------------- | ----------------------- | --------- |
| 아들리스빌              | 18,803                  | 7.79      |
| 호르겐-질부르크 도르프a | 22,514                  | 21.07     |
| 킬히베르크              | 8,470                   | 2.58      |
| 랑나우 암 알비스        | 7,533                   | 8.66      |
| 오버리덴                | 5,090                   | 2.76      |
| 리히터스빌-잠슈타게른a  | 13,454                  | 7.54      |
| 뤼슬리콘                | 5,853                   | 2.94      |
| 탈빌                    | 17,857                  | 5.53      |
| 베덴스빌                | 21,792                  | 17.37     |
| Total                   | 124,110                 | 104.16    |

^a  질부르크 도르프와 잠슈타게른은 두 곳 모두 독립된 자치단체가 아닌 중요한 마을들이다.

## 합병
- 2018년 1월 1일에 이전의 히르첼(Hirzel) 자치제가 호르겐 자치제로 통합되었다.
- 2019년 1월 1일, 휘텐(Hütten)과 쇠넨베르크(Schönenberg)의 이전 지자체는 베덴스빌 지자체로 통합되었다.